# Nicanor Abelardo
Nicanor Abelardo (San Miguel de Mayumo, Bulacan, 7 de febrer de 1893 – 21 de març de 1934) fou un compositor filipí.
Aquest compositor filipí va compondre més d'un centenar de cançons Kundiman, sobretot abans de la Segona Guerra Mundial.
La seva mare pertanyia a una família d'artistes de Guagua, (Els Hensons). S'introduí en la música quan només tenia cinc anys, el seu pare li ensenyà solfeig i la mandurria. A l'edat de vuit anys, fou capaç de compondre la seva primera obra, un vals titulat "Ang Unang BUKO", que fou dedicat a la seva àvia. Als 13 anys, ja tocava en salons i cabarets a Manila. Als 15 anys, anà a les escoles del seu barri de San Ildefonso i San Miquel de Bulacan.
Mentre passava tot això el jove Abelardo prenia cursos de Guy F. Harrison i Robert Schofield en la UP Conservatori de Música el 1916. El 1924, arran d'un certificat de mestre de la ciència i la composició rebut el 1921, fou nomenat cap del departament de composició en el Conservatori.
Anys més tard, dirigí una escola per a joves músics, entre llurs alumnes va tenir artistes nacionals com: Antonino Buenaventura, Alfredo Lozano i Lucino Sacramento. En el camp de la composició se'l coneix per la seva redefinició de la kundiman, pel gènere de cançó d'art-estat.
Entre llurs obres hi ha Nasaan Ka Irog, Magbalik Ka Hirang i Himutok. Com hem dit en començar morí el 1934 a l'edat de 41 anys, deixant una prolífica col·lecció de més de 140 obres.
Té com una gran composició l'himne per la Universitat de les Filipines. A Diliman l'edifici de l'Escola Superior de Música porta el nom de (Abelardo Hall) en el seu honor.

## Temps a Manila
El 1908 va tornar a Manila i va treballar en diversos petits teatres i cinemes. Aviat va pujar als teatres més grans i de millor classe de la ciutat. Finalment es va convertir en el líder de Cine Majestic Orchestra, una orquestra d'un famós cinema. Durant aquest temps va conèixer a Sixta Naguiat en un cinema, que es convertiria en la seva dona en anys posteriors.

## Carrera
El 1916, Abelardo va ingressar al recentment establert Conservatori de Música de la Universitat de les Filipines, fent cursos amb Guy F. Harrison i Robert Schofield. Durant els seus estudis va compondre la melodia de l'himne oficial de la universitat, U.P. Va nomenar Mahal el 1917. El Conservatori va notar a l'instant la seva habilitat musical i el 1918 va ser nomenat instructor ajudant de solfeig i harmonia. Va prendre classes de piano amb José Estella, violí amb Bonifacio Abdon i veu amb Victorino Carrión. Va continuar dirigint orquestres de cinema i tocant el piano en salons i cabarets durant aquesta època, i aquest també és el moment en què va aprendre a beure alcohol. El 1921 finalment es va llicenciar en ciències i composició, i després va fer un curs de postgrau que va acabar l'any següent. El 1924 esdevingué cap del departament de composició del conservatori, i a la nit impartia classes particulars de música a algunes famílies destacades.
Va escriure la majoria de les seves obres importants mentre feia classes al conservatori. La seva peça de graduació, una Sonata per a piano en sol major, va ser la primera sonata feta per un compositor filipí{nota, nº 1} i la seva peça de postgrau. Gairebé tot el seu kundiman també es va escriure durant la seva època.
Va demanar un permís d'un any perquè "hi ha una major demanda en les meves activitats que exigeixen tota la meva atenció personal". Va renunciar al seu càrrec l'any 1930 només per ser reintegrat el mateix any. El 1931 va rebre una beca per cursar estudis musicals avançats a l'estranger. Va acceptar l'oferta malgrat els seus petits estalvis, veient les seves brillants perspectives en el futur.

## Alcoholisme
Abelardo va començar a beure a principis dels anys 20 i, des d'aleshores, no va passar un dia sense beure alcohol. En anys posteriors, el seu alcoholisme es va tornar incontrolable, cosa que va afectar la seva vida. En un cas, l'any 1923, va dirigir la banda de jazz de l'hotel Manila amb ell mateix al piano, o va triar aquests instruments com li agradava. Això va fer molta gràcia a la gent, però no es va quedar gaire perquè havia perdut el control de la beguda, i per això va ser hospitalitzat durant un mes. Un altre cas, mentre assajava l'Orquestra del Cabaret Santa Ana, el gerent el va trobar en un racó borratxo amb una ampolla d'alcohol a una mà, fet que el va portar a ser acomiadat de la feina. Tanmateix, el gerent el va reincorporar, ja que ningú pot dirigir l'orquestra tan bé com ell.

## Estudis a Chicago
El maig de 1931 va deixar Manila per anar a Chicago i es va matricular al "Chicago Musical College" amb Wesley LaViolette. Durant aquest temps es va veure influenciat per les innovacions musicals de la Segona Escola vienesa, Paul Hindemith i altres compositors postromàntics d'Europa. En tot just un mes va absorbir completament el nou estil musical al qual va estar exposat, com es demostra a la seva Sonata per a violí que havia escrit tres setmanes després d'haver començat a estudiar-hi. La seva música es va fer popular a la universitat i amb la seva obertura de Ventafocs, se li va concedir el premi "LaViolette Scholarship". Però fins i tot amb la beca, el Chicago afectat per la depressió i el seu alcoholisme van fer que Abelardo fos difícil viure a la ciutat. Va tornar a Manila el 1932 sense el seu diploma, perquè no tenia prou crèdits acadèmics. Va rebre el diploma després d'estudiar a la Universitat Nacional.

## Anys posteriors
Va reprendre la seva docència al Conservatori després de tornar a Manila. Mentre estava a Chicago, la seva família va dirigir una pensió prop del conservatori per donar-li suport. Finalment, va dirigir ell mateix la pensió quan va tornar. La pensió va rebre el sobrenom de "El Petit Conservatori" perquè hi feia classes als alumnes de nit, entre ells els compositors Lucino Sacramento i el futur Artista Nacional Antonino Buenaventura. La seva darrera gran obra completa, Rèquiem, va ser escrita el 1934 en memòria del compositor Marcelo Adonay.

## Mort
Va morir el 21 de març de 1934 d'una insuficiència cardíaca per causes alcohòliques. Va ser enterrat al cementiri de la Loma. Va deixar enrere diversos esbossos de música inacabada, entre ells una simfonia i una òpera.

## Llegat

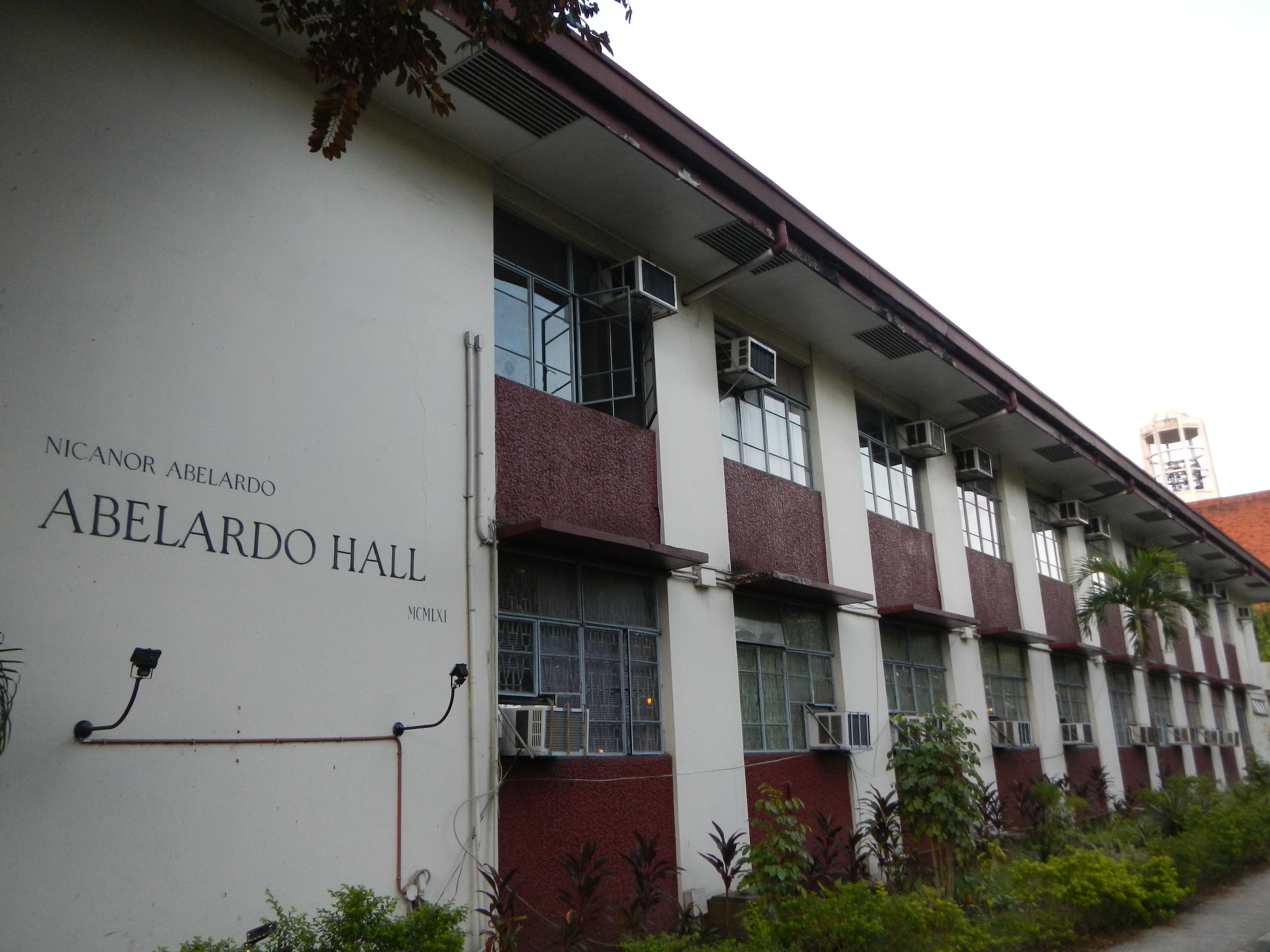
Sala Abelardo

Nicanor Abelardo, juntament amb Francisco Santiago, és conegut per redefinir el kundiman, portant la forma a l'estatus de cançó d'art. Les cançons kundiman d'Abelardo, com ara "Mutya ng Pasig", "Nasaan ka, Irog?", i "Bituing Marikit" van demostrar ser populars entre el poble filipí.
El parent de Nicanor, Richard Abelardo, va fer una pel·lícula l'any 1950 anomenada "Mutya ng Pasig" que es basa en el kundiman de Nicanor del mateix nom.
El teatre principal del Centre Cultural de les Filipines i l'edifici que allotja el Col·legi de Música a UP Diliman (Abelardo Hall) van ser nomenats en el seu honor i memòria.